# Ribnica, Pivka
Ribnica je naselje v Občini Pivka. Ustanovljeno je bilo leta 1994 iz delov ozemlja naselij Nadanje selo, Mala Pristava, Nova Sušica in Stara Sušica. Leta 2015 je imelo 13 prebivalcev.